# Rio Cambé
O rio Cambé ou rio Cambezinho,  também conhecido como ribeirão Cambé (apesar de ser um riacho), é um curso d'água que nasce de um lençol localizado sob o cruzamento da BR-369 com a PR-445, entre os municípios de Londrina e Cambé, no Paraná, para se tornar o mais importante rio urbano de Londrina, com seus 21,5 quilômetros de extensão.